# 第八届东方风云榜
第八届东方风云榜于2001年5月9日在上海大舞台举行。

## 获奖名单
- 最受欢迎男歌手：孙楠
- 最受欢迎女歌手：那英
- 最受欢迎组合：羽泉
- 最佳歌手：林依轮
- 最佳作词：李小龙
- 最佳作曲：郭亮
- 东方新人：斯琴格日乐《新世纪》、达达乐队《节日快乐》、许志超《雨后街》、灵感组合《灵感》
- 最佳音乐电视：三百整《我们的声音》

| 十大金曲         | 演唱   | 作词   | 作曲   |
| 心酸的浪漫       | 那英   | 那英   | 张宇   |
| 嗳哟             | 林依轮 | 李安修 | 彭菖欣 |
| 爱不后悔         | 田震   | 杨嘉松 | 杨嘉松 |
| 为爱说抱歉       | 孙楠   | 孙楠   | 三宝   |
| 天亮了           | 韩红   | 韩红   | 韩红   |
| 那么骄傲         | 金海心 | 厉曼婷 | 刘大江 |
| 让你心动         | 罗中旭 | 罗中旭 | 罗中旭 |
| 住在秋天         | 王子鸣 | 张鹏   | 闻震   |
| 第三天           | 谢雨欣 | 小柯   | 小柯   |
| 把爱留给爱你的人 | 羽泉   | 吴晓天 | 陈羽凡 |